# Chełmica Duża
Chełmica Duża – wieś w Polsce położona w województwie kujawsko-pomorskim, w powiecie włocławskim, w gminie Fabianki.
W latach 1975–1998 miejscowość administracyjnie należała do województwa włocławskiego. Według Narodowego Spisu Powszechnego (III 2011 r.) liczyła 1226 mieszkańców. Jest drugą co do wielkości miejscowością gminy Fabianki.
W miejscowości nad jeziorem Chełmickim funkcjonuje kąpielisko.
| SIMC    | Nazwa              | Rodzaj    |
| ------- | ------------------ | --------- |
| 1034053 | Parcelanty         | część wsi |
| 1034099 | Poza Jeziorem      | część wsi |
| 1034136 | Rumunki Chełmickie | część wsi |

## Historia
Najstarsza wzmianka o parafii Chełmica pochodzi z 1430 roku z informacją, że "rektorem kościoła w Chełmicy był Dobrogost".
W 1598 roku Chełmica Wielka była własnością Jana Czerskiego, a proboszczem parafii -Wojciech Cieśliński. Kościół nosił wezwanie św. Jakuba. W katalogu wizytacji kanonicznych parafii dekanatu bobrownickiego, przeprowadzonych w latach 1639-1647 pojawia się informacja, że właścicielem Chełmicy był Franciszek Czerski, a kościół był "drewniany i stary, pod wezwaniem św. Jakuba", zaś parafia była bez proboszcza, ponieważ ostatni opuścił ją ze względu na niezgodę z kolatorem i ubóstwo. W kościele nie było nabożeństw - chyba że "przyjechał jakiś zakonnik", zaś stan parafii "oceniano jako najlichszy". Z kart wizytacji datowanych na lata 1710-1711 o parafii w Chełmicy dowiadujemy się, że "przed kilkoma laty" kościół z drewna został odbudowany dzięki inicjatywie wojewodziny malborskiej "z Dębna Łosiowej". W 1725 r. podano, że "kaplicą" w Chełmicy "opiekował się proboszcz ze Szpetala".
Chełmica Duża była ośrodkiem dóbr ziemskich, które obejmowały liczne folwarki. W 1922 r. dobra zostały podzielone na kilka odrębnych majątków: Chełmica, Wichowo, Łochocin, Okrągła. Urodził się tu Andrzej Pałucki, były prezydent Włocławka (dwie kadencje w latach: 2006-2014).

## Zabytki
Według rejestru zabytków NID na listę zabytków wpisane są:
- kościół parafialny pw. św. Jakuba, lata: 1906-1917, nr rej.: A/480 z 25.03.1994
- zespół folwarczny, początek XIX w. - XX w., nr rej.: 281/A z 19.04.1991 i z 14.12.1998:
  - oficyna (stajnia), 1. połowa XIX w.
  - oficyna (wozownia), 1. połowa XIX w.
  - park dworski, koniec XVIII w.

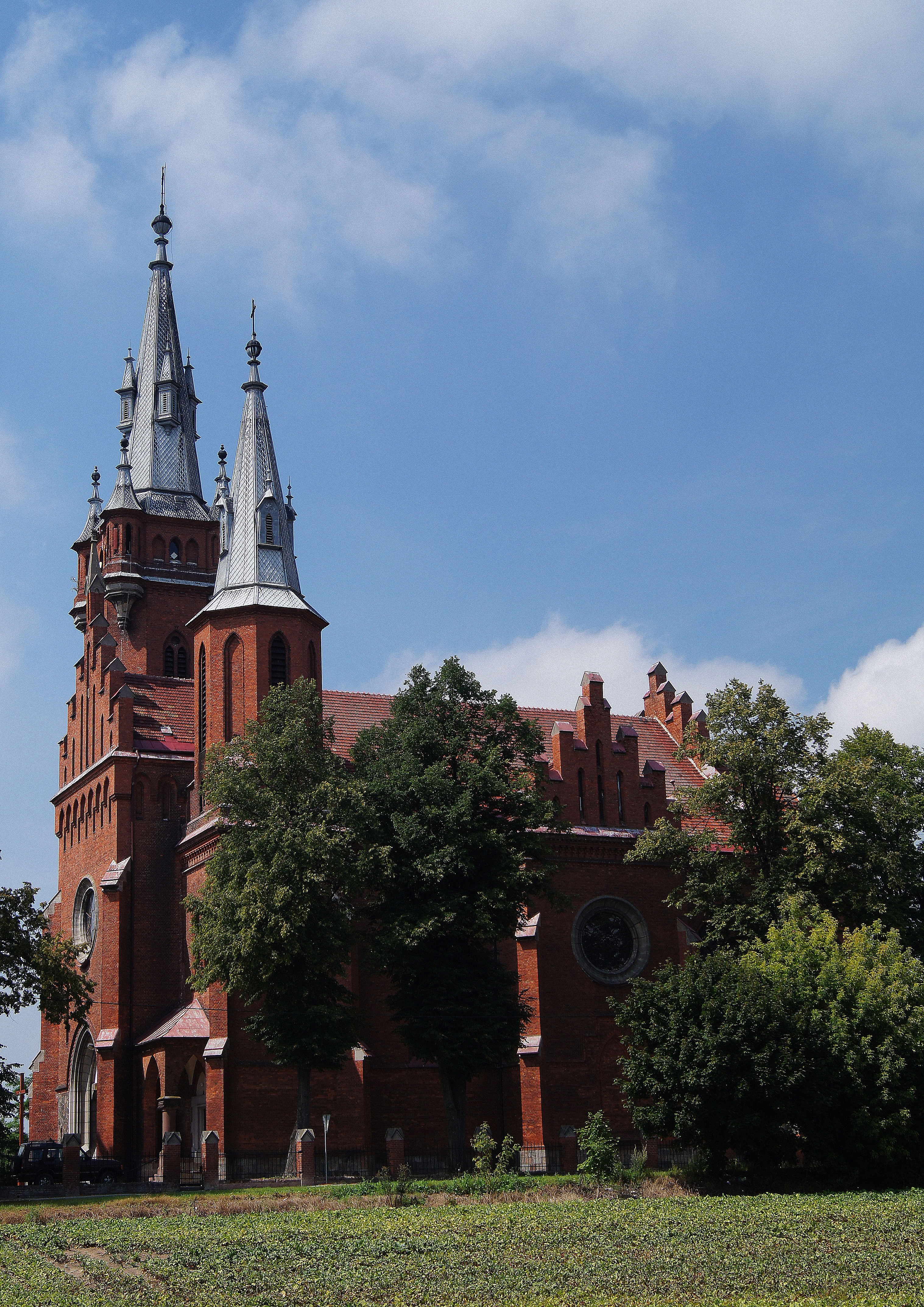
Kościół
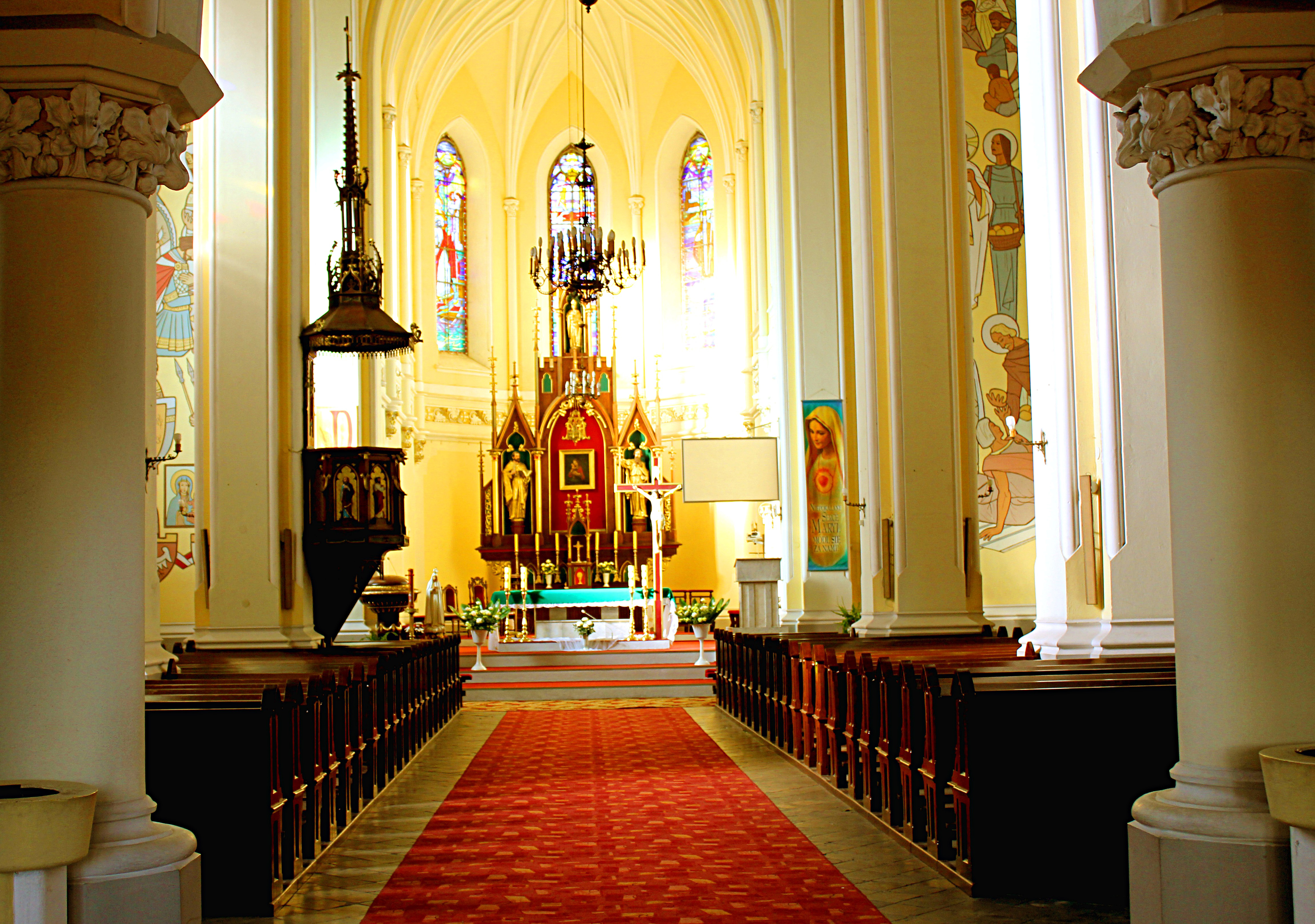
Wnętrze kościoła
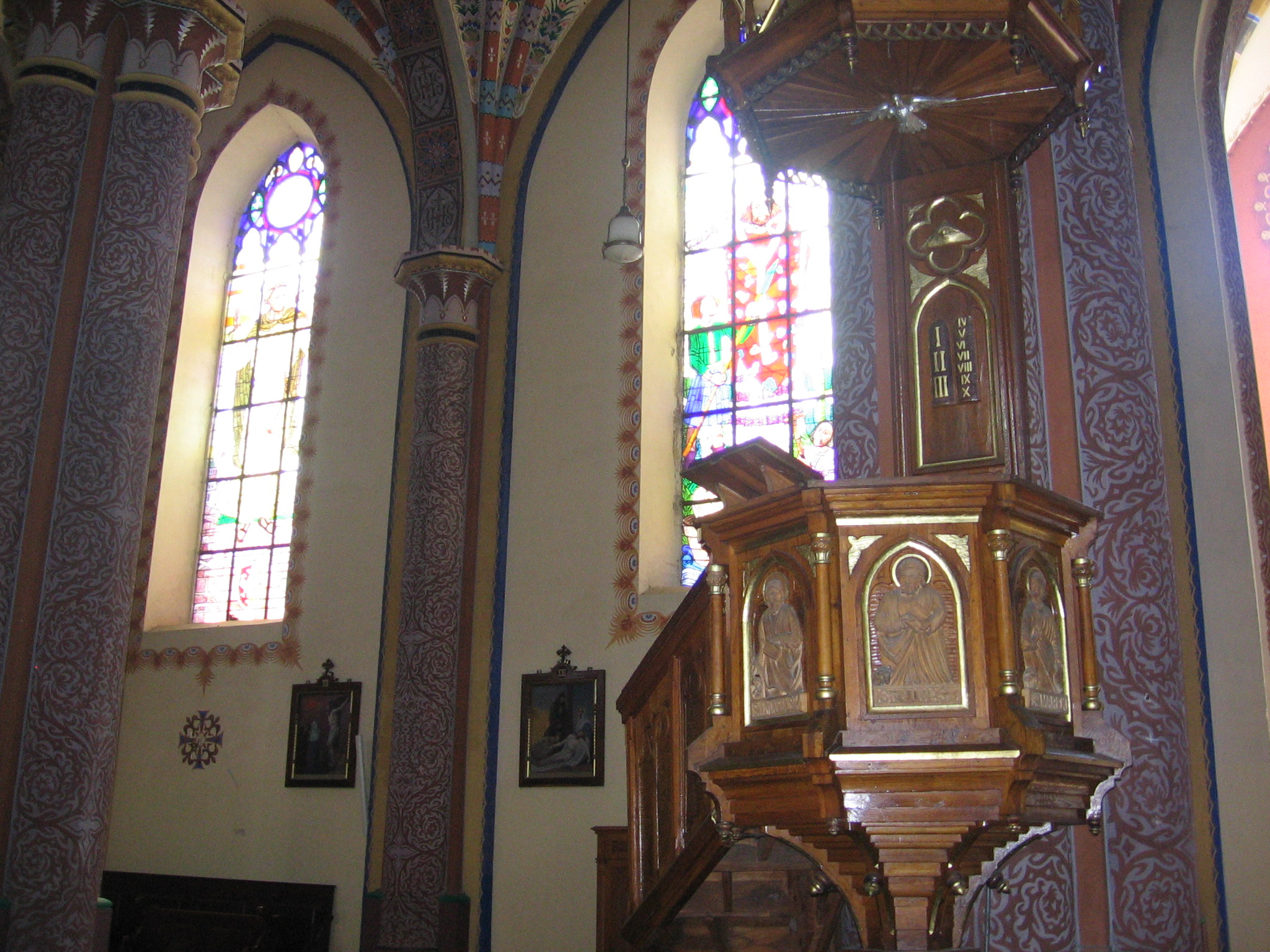
Ambona
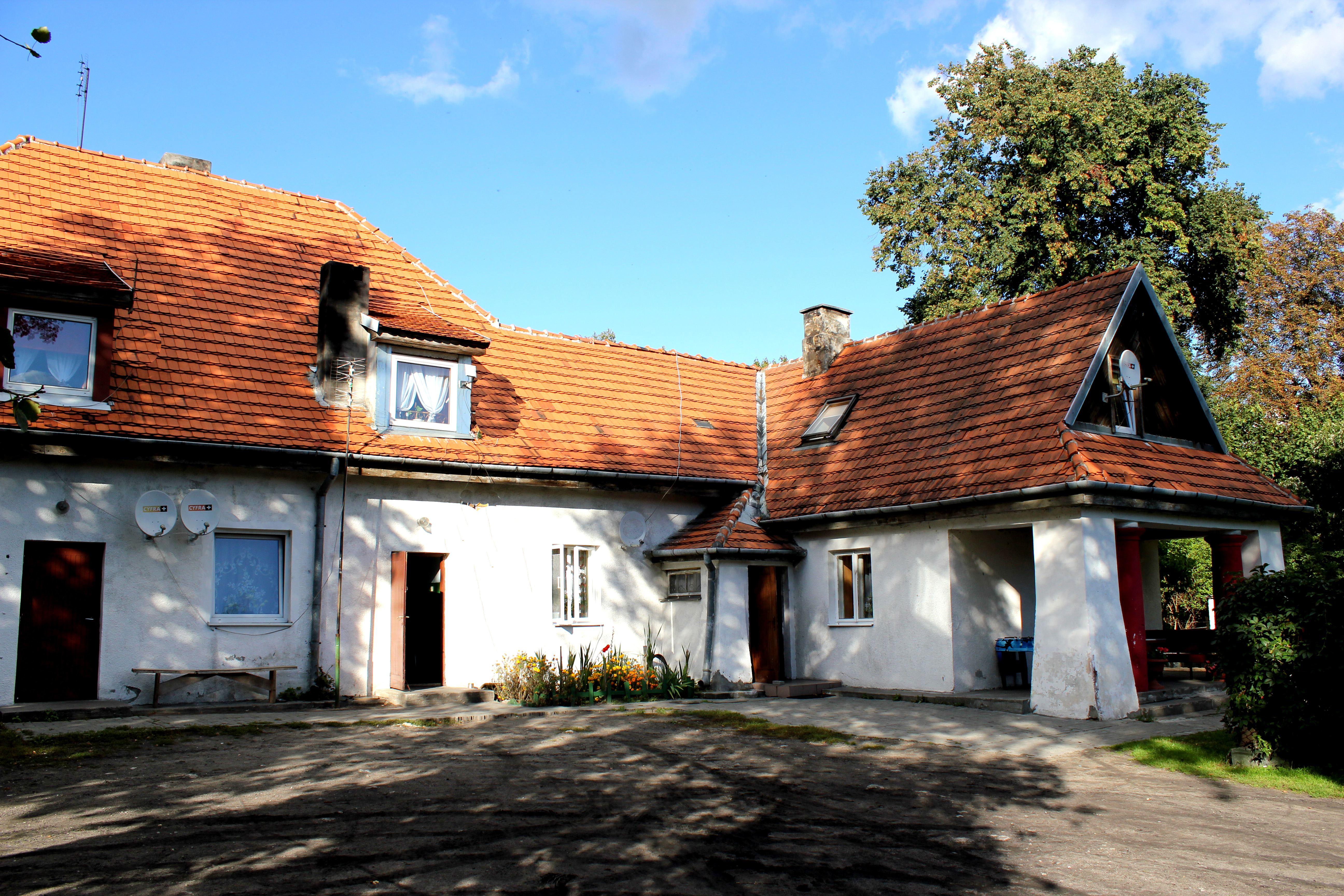
Zespół folwarczny